# Hof van Eden-patroon

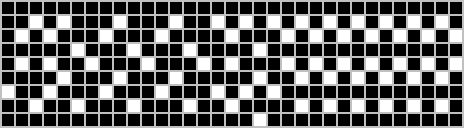
Het eerst ontdekte Hof van Eden-patroon in de Game of Life. Het is ontdekt door R. Banks in 1971.

Een Hof van Eden-patroon is een patroon in een cellulaire automaat dat niet kan ontstaan uit eerdere patronen. Er zijn dus geen eerdere toestanden van de cellulaire automaat die kunnen resulteren in zo'n Hof van Eden-patroon. Dergelijke patronen kunnen alleen voorkomen als begintoestand van de cellulaire automaat. Ze zijn om deze reden vernoemd naar de Hof van Eden aangezien ze niet kunnen ontstaan in de cellulaire automaat zelf; ze moeten in de begintoestand 'geschapen' worden.

## Game of Life
Een van de kleinste bekende Hof van Eden-patronen in Game of Life van John Conway is ontdekt door Achim Flammenkamp op 23 juni 2004 met een grootte van 12 bij 11. Op 14 juni 2004 ontdekte Nicolay Beluchenko een Hof van Eden-patroon met een grootte van 12 bij 12. Een week later, op 23 juni 2004, presenteerde Flammenkamp een kleiner Hof van Eden-patroon van 12 bij 11. Dit is een aangepaste versie van het patroon dat Beluchenko een week eerder bekendmaakte. Op 6 september 2009 maakte Beluchenko een patroon van 11 bij 11 bekend, het kleinst nu bekende Hof van Eden-patroon in de Game of Life.

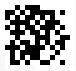
Voorheen het kleinste Hof van Eden-patroon in de Game of Life.
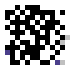
Een aanpassing van de voorgaande: lichtgrijze cellen zijn verwijderd en de donkerblauwe cellen zijn toegevoegd.
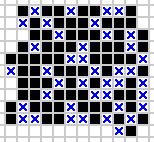
Anno 2008 het kleinste Hof van Eden-patroon. Zwarte cellen zijn 'aan', blauwe kruizen moeten 'uit' zijn.